# Amy Tan
Amy Tan, född 19 februari 1952 i Oakland i Kalifornien, är en framstående amerikansk författare. Hon skriver ofta om mor-dotter-relationer, och utifrån sin erfarenhet som barn till två kinesiska immigranter. Joy Luck Club (i original The Joy Luck Club) från 1990 är hennes genombrottsroman.

## Biografi
Amy Tan växte upp i norra Kalifornien, som dotter till två immigranter från Kina. Fadern John Tan hade flytt revolutionens Kina, och var ingenjör till yrket, samt predikant. Modern Daisy hade varit gift tidigare, och tvingats lämna sina döttrar från det tidigare äktenskapet i Kina. Modern hade flytt både från hustrumisshandel och från kommunismen. Amy Tan fick förutom sina halvsystrar, två helbröder.
Under Amy Tans tonår, dog hennes far och ena bror hastigt av hjärntumörer, och familjen flyttade till Schweiz. Amy Tan gick sina egna vägar, och påbörjade inte de studier som modern planerat för henne, utan tog en magisterexamen i engelska och lingvistik i stället för att läsa till läkare. 1974 gifte hon sig med Louis DeMattei och de bosatte sig i San Francisco.
Hon antogs som doktorand i lingvistik vid University of California i Santa Cruz och Berkeley, men hoppade av 1976, för att arbeta med utvecklingsstörda barn. Efter ett par år blev hon frilansande författare åt olika företag. Vid sidan av detta började hon författa romaner.
1987 tog hon med sig sin mor, och besökte Kina, vilket blev en vändpunkt som dotter och som författare. Detta lade grunden till hennes stora genombrott, romanen The Joy Luck Club, och senare framgångar som The Kitchen God's Wife (Köksgudens hustru). Dessutom har hon skrivit barnböcker, The Moon Lady och The Chinese Siamese Cat, och flera andra romaner.
1999 drabbades hon av borrelia, om vilket hon har skrivit mycket. Hon har därmed verkat för upplysning om sjukdomen.